# Tramlijn Ede - Wageningen
De tramlijn Ede - Wageningen was een normaalsporige stoomtramlijn die het station Ede-Wageningen via Bennekom verbond met de stad Wageningen. In Wageningen lag het tramstation aan de zuidkant van de huidige Stadsbrink, op de hoek met de Stationsstraat.

## Geschiedenis
De lijn werd geopend op 31 januari 1882  door de Nederlandsche Rhijnspoorweg-Maatschappij (NRS), ging in 1890 over naar de Maatschappij tot Exploitatie van Staatsspoorwegen (SS) en werd in 1938 eigendom van het fusiebedrijf Nederlandse Spoorwegen, dat al sinds 1917 de exploitatie voerde. In 1937 werd de reizigersdienst opgeheven en vervangen door een busdienst. Om Wageningen bij het spoorvervoer te betrekken werd de naam van het station te Ede in 1938 gewijzigd in station Ede-Wageningen. De lijn bleef tot 28 september 1968 nog in gebruik voor goederenvervoer. In de jaren veertig werd de stoomtractie vervangen door dieseltractie.

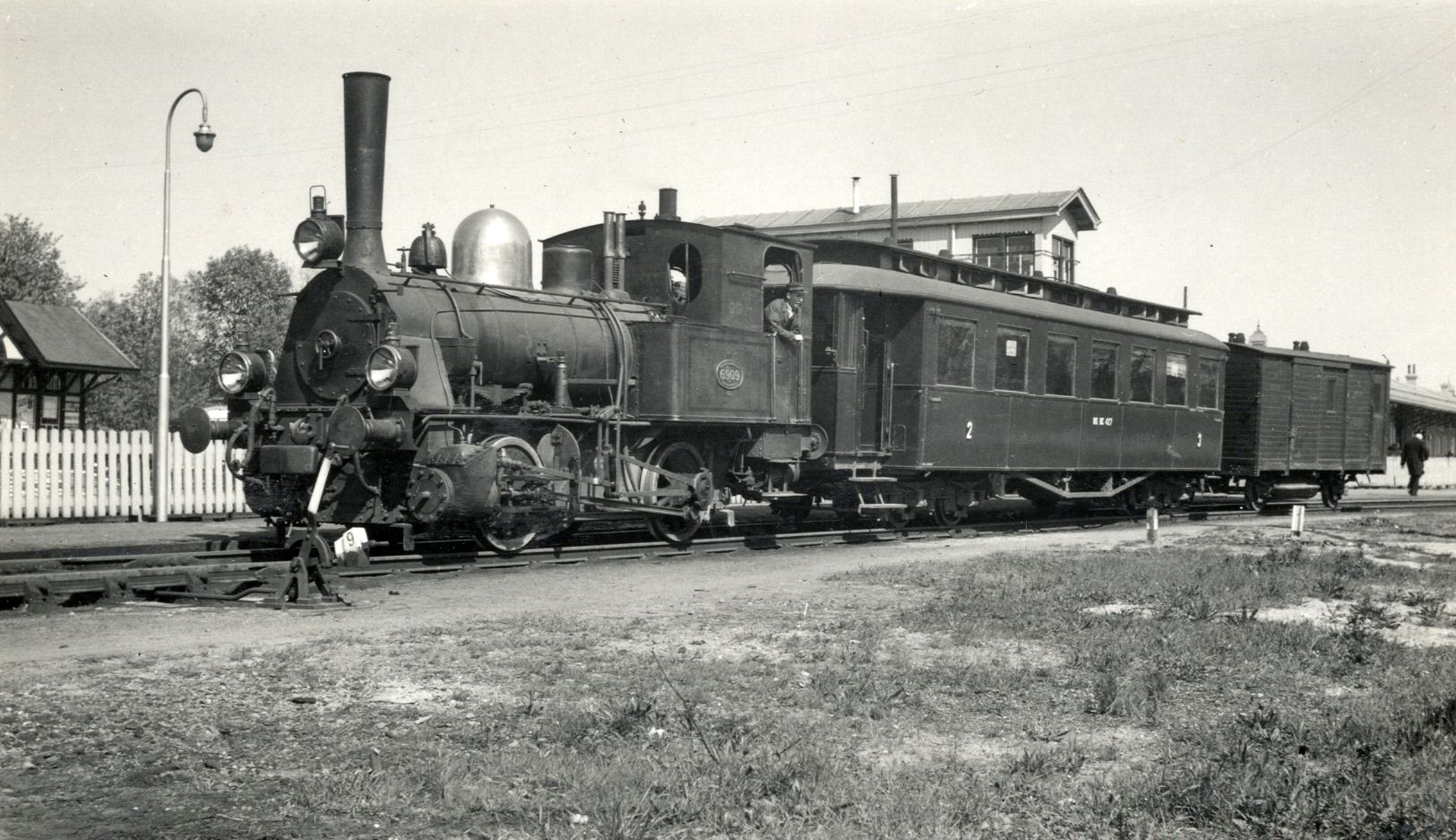
Stoomtram naar Wageningen te Ede met stoomloc NS 6909; circa 1935.
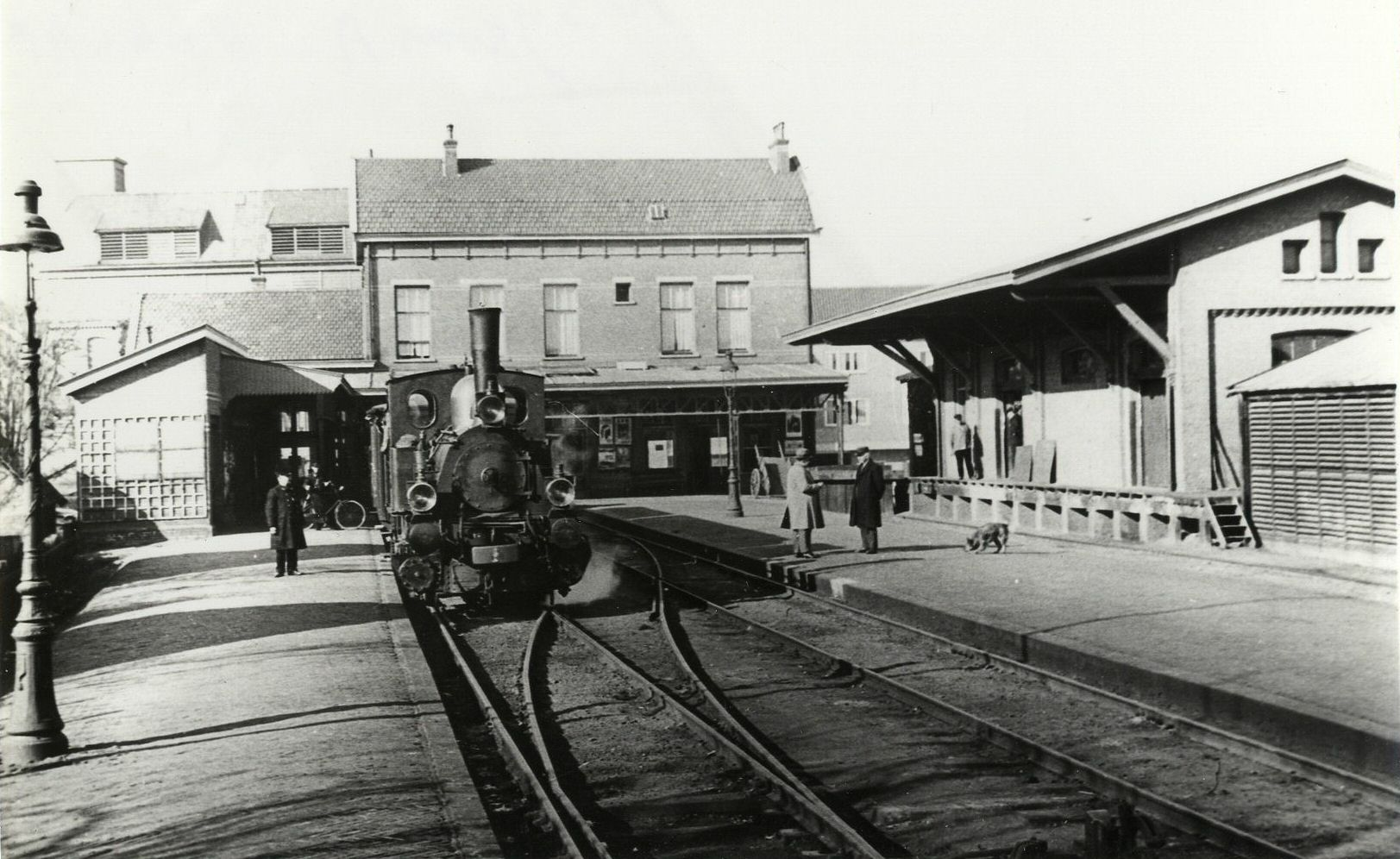
Gezicht op het tramstation te Wageningen, met een stoomlocomotief uit de serie NS 6900; circa 1940.

## Route
Inclusief zijsporen was de lengte 8.262 meter. De lijn was enkelsporig met vijf wisselplaatsen, waar tegenliggers elkaar konden kruisen:
1. bij Hoekelum
2. bij Voshol
3. in Bennekom dorp
4. bij De Oude Tol
5. bij de mouterij in Wageningen

Tussen Bennekom en Wageningen werd gekozen voor een tracé in de berm van de Bennekomseweg, omdat de Grintweg te bochtig was voor een tram. Er reden zeven treinen per dag. De maximumsnelheid bedroeg aanvankelijk 15 kilometer per uur. In 1889 werd die verhoogd tot 20 kilometer per uur, in 1917 tot 45 kilometer per uur. Een enkele rit van begin tot eind duurde 25 minuten.
In 1954 werd de lijn in Wageningen ingekort tot de mouterij, hier is de parkeerplaats van de Aldi. Het traject had een lengte van ongeveer zeven kilometer. Het goederenemplacement te Wageningen, met kolenloodsen, lag ter hoogte van de huidige Stadsbrink. De Stationsweg herinnert nog aan het station Wageningen Centrum. In 1959 werd het stationsgebouw Wageningen Centrum gesloopt. Aan de noordkant van de Geertjesweg lag dubbel spoor, dat gebruikt werd bij het rangeren van de goederenwagons voor de mouterij. Dit gedeelte is nog herkenbaar als een brede groenstrook.
In Bennekom (Benk in spoortaal) was vanaf 1920 bij de Vossenweg een aftakking naar de gebouwen van de Boerenbond, tegenwoordig is dit deel een hondenuitlaatpad. De tram werd in de volksmond "Bello" genoemd, vanwege de luid klinkende bel op de locomotief.
De goederenwagons werden de laatste jaren tot 1968 getrokken (en geduwd) door locomotoren en door locomotieven uit de serie 2400. De belangrijkste bestemmingen voor het goederenvervoer waren Wageningen Centrum (voor steenkool), de moutfabriek (aanvoer grondstoffen en afvoer product) en de Boerenbond (onder meer kunstmest).
De voornaamste redenen voor de opheffing van de lijn waren de toenemende verkeersonveiligheid en het teruglopende goederenvervoer op de lijn. De Bennekomse winkeliers waren blij met het verdwijnen van de rails in de Dorpsstraat.

## Herinneringen

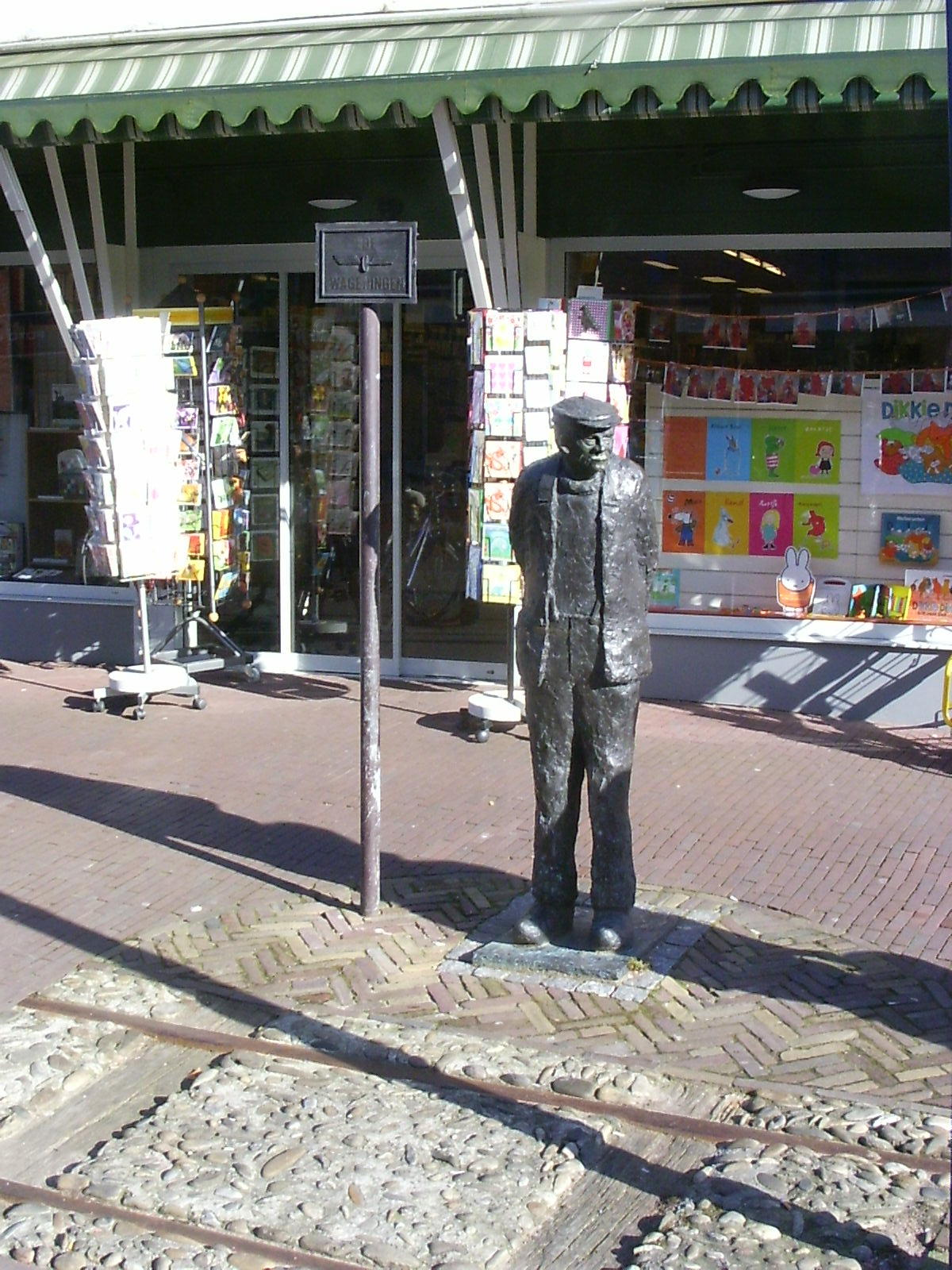
'Aart van Bennekom', uitkijkend naar de tram. Monument in het centrum van Bennekom.
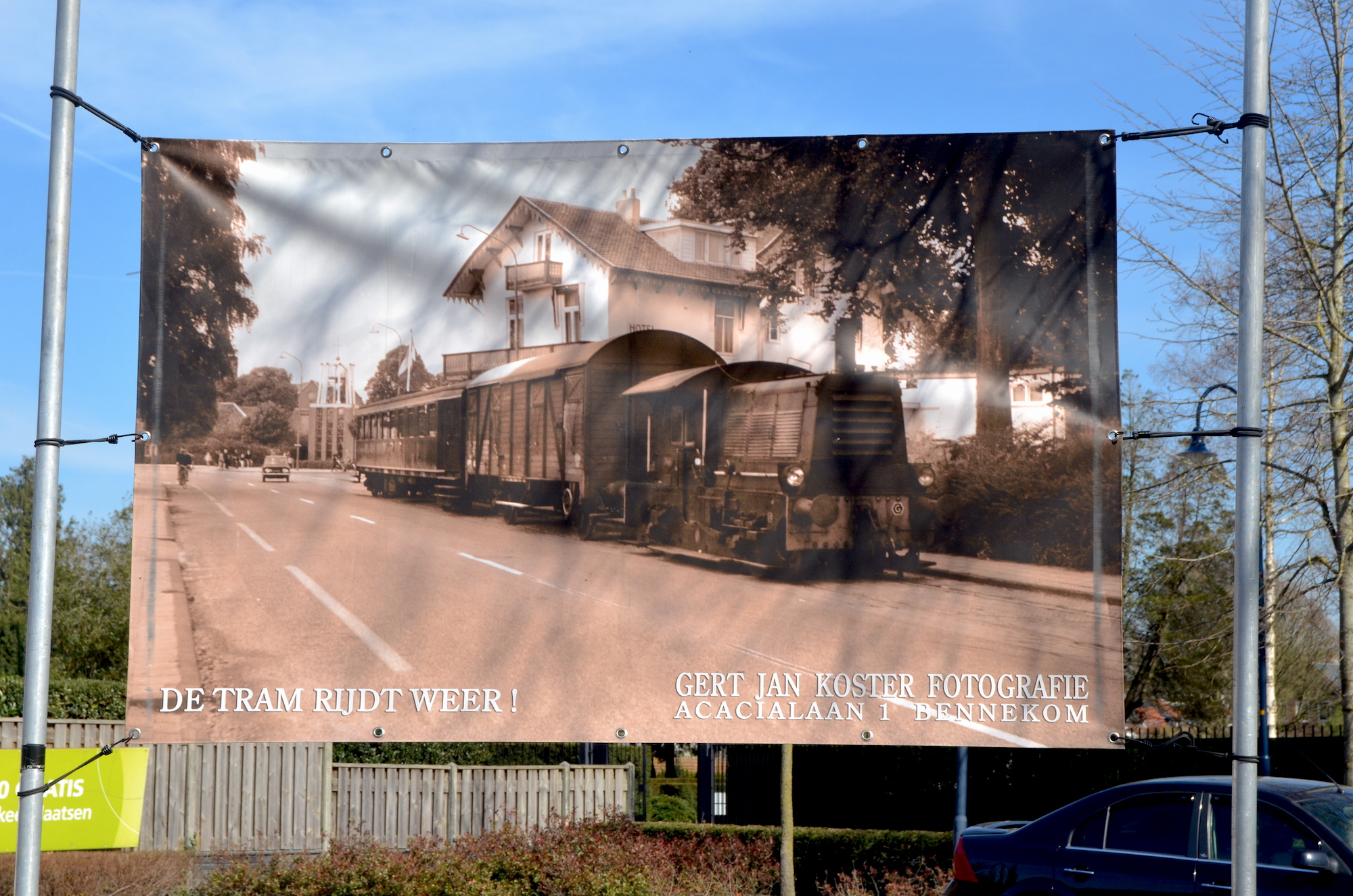
Fotopaneel te Bennekom met afbeelding van de tram te Bennekom; circa 1968.

Op 22 oktober 1993 werd in het centrum van Bennekom een beeld van Adri de Waard onthuld, voorstellende een boertje ('Aart van Bennekom'), bij de halte uitkijkend naar de tram. 
In 2008 waren in Bennekom beelden te zien van de tram: op initiatief van inwoners waren langs de route foto's geplaatst bij de toenmalige haltes. Tegelijk kwam een boekje uit over de tramgeschiedenis.